# Campsiura insignis
Campsiura insignis är en skalbaggsart som beskrevs av Raffaello Gestro 1891. Campsiura insignis ingår i släktet Campsiura och familjen Cetoniidae. Inga underarter finns listade.